# Vovceanske, Vasîlkivka
Vovceanske (în ucraineană Вовчанське) este un sat în așezarea urbană Vasîlkivka din raionul Vasîlkivka, regiunea Dnipropetrovsk, Ucraina.

## Demografie
Componența lingvistică a localității Vovceanske
     Ucraineană (93,43%)
     Rusă (6,57%)
Conform recensământului din 2001, majoritatea populației localității Vovceanske era vorbitoare de ucraineană (93,43%), existând în minoritate și vorbitori de rusă (6,57%).